# یوشیتاکا توکوناگا
یوشیتاکا توکوناگا (انگلیسی: Yoshitaka Tokunaga؛ زادهٔ ۱۰ آوریل ۱۹۹۲) بازیکن راگبی ۷ نفره اهل ژاپن است.